# 東京丸井
東京丸井（日语：株式会社東京マルイ），是一家日本的模型和玩具製造商。主要生產空氣槍。
建立於1965年5月，地址是東京都足立區綾瀨4-16-16。
正式名稱是『株式会社東京マルイ』。為日本國內最大的軟氣槍製造商。其他像塑料模型、遙控模型、鐵道模型等也有涉略。在琦玉縣、茨城縣、千葉縣都設有工廠。

## 歷史
- 1965年5月 - 創立
- 1985年 - 販售「魯格手槍」
- 1991年4月26日 - 販售「FA-MAS」
- 2003年 - 販售「M4卡賓槍」
- 2004年
  - 12月9日 - 販售「M4 S-System」
  - 12月15日 - 販售「GLOCK18C」
- 2005年
  - 8月9日 - 販售「M14」
  - 9月9日 - 販售「TIGER I」
  - 12月8日 - 更新「M4卡賓槍」
- 2006年
  - 2月8日 - 販售「MP7A1」
  - 7月13日 - 販售「豐和89式5.56公釐突擊步槍」
- 2007年
  - 2月14日 - 販售「PRO Z」
  - 12月20日 - 販售「AK-74MN」
- 2009年4月10日 - 販售「Rシリーズ」
- 2010年10月20日 - 發表電動eco機車。
- 2012年10月 - 退出電動機車
- 2018年1月17日 - 販售軟氣槍、「USP」。

## 相關項目
- 軟氣槍

## 外部連結
- 東京マルイ （页面存档备份，存于）
  - 東京マルイ的X（前Twitter）